# Oikeios
Il termine oikeios (in greco οἰκεῖος?, "appartenente alla famiglia") fu utilizzato come denominazione onorifica e infine come titolo formale dall'Impero bizantino nei secoli IX-XV.
In filosofia, l'aggettivo appartiene alla stessa famiglia di parole del greco oikeiosis, in latino accommodatio, che svolge un ruolo importante nella dottrina stoica e si riferisce all'appropriazione del vivente a se stesso.
A Bisanzio, il termine fu originariamente utilizzato nel Klētorologion dell'899 per indicare i parenti stretti dell'imperatore bizantino in carica. Secondo l'Oxford Dictionary of Byzantium, "[è] probabile che l'epiteto oikeios fosse legato al titolo onorifico doulos", che significa "schiavo" o "servitore", nel senso che "un uomo con il titolo di oikeios si sarebbe definito il doulos di sua maestà".
Alla fine del XII secolo, durante la dinastia dei Comneni, l'epiteto fu formalizzato in un titolo semi-ufficiale assegnato ad alti dignitari, per lo più civili, fino alla fine dell'Impero. In effetti, a volte era usato come titolo a sé stante, piuttosto che essere combinato con altre cariche o dignità.